# جودی پارفیت
جودی پارفیت (به انگلیسی: Judy Parfitt) (زاده ۷ نوامبر ۱۹۳۵) بازیگر انگلیسی است.
از فیلم‌های معروف او می‌توان به بازی در دختری با گوشواره مروارید، دولورس کلیبورن، دادگاه جزا، دین اسپانلی، درست انجام دادن، قهرمانان و دبلیو ای اشاره کرد.
او برای بازی در فیلم دختری با گوشواره مروارید کاندیدای بفتای بهترین بازیگر مکمل زن شد.
وی در مجموعه‌های تلویزیونی بینوایان، فانلند، دوریت کوچک، مارپل آگاتا کریستی و ورا هنرنمایی کرده است و در حال حاضر مشغول بازی در سریال ماما را صدا کن است.